# Long Bình (An Giang)
Long Bình is een thị trấn in het Vietnamese district An Phú in de provincie An Giang. Ba Chúc ligt in de Mekong-delta. Long Bình heeft ongeveer 7.792 inwoners.